# Jan Logie
Heather Janet Logie (Invercargill, 26 d'octubre de 1969) és una política neozelandesa i diputada de la Cambra de Representants de Nova Zelanda des de les eleccions de 2011. És membre del Partit Verd.

## Inicis
Logie va néixer el 26 d'octubre de 1969 a Invercargill. Va graduar-se amb un BA en política de la Universitat d'Otago i té un certificat d'educació per a ensenyar en anglès. Ha treballat com a professora, cuinera, gerenta i secretària assistent.

## Diputada
| Parlament de Nova Zelanda |      |                |        |        |
| Anys                      | Leg. | Circumscripció | Llista | Partit |
| 2011-actualitat           | 50   | Llista         | 9      | Verd   |

Fou candidata pel Partit Verd en la circumscripció electoral de Mana en l'elecció parcial de Mana de 2010. Quedà en tercer lloc amb el 6,62% del vot per darrere de Kris Faafoi, del Partit Laborista, i Hekia Parata, del Partit Nacional.
En les eleccions generals de 2011 va ser la candidata del Partit Verd de nou a Mana. En aquesta elecció quedà en tercer lloc altre cop, en aquesta ocasió amb el 7,90% del vot. En rebre el Partit Verd l'11,06% del vot total i 14 escons i Logie trobar-se novena en la llista electoral del partit, fou elegida diputada de llista.

## Vida personal
Logie és lesbiana i feminista. Actualment viu a Paekakariki, Wellington.